# Карл Йохан Франц от Бавария
Карл Йохан Франц Баварски(на немски: Karl Johann Franz von Bayern; * 10 ноември 1618, Мюнхен; † 19 май 1640, Мюнхен) от династията Вителсбахи, e принц на Курфюрство Бавария и известно време наследник на трона.

## Живот
Той е първият син на Албрехт VI (1584 – 1666), херцог на Бавария-Лойхтенберг и на принцеса Мехтхилд фон Лойхтенберг (1588 – 1634), дъщеря на ландграфa на Лойхтенберг Георг Лудвиг († 1613) и съпругата му принцеса Мария Саломе фон Баден-Баден († 1600). Неговите братя са херцог Максимилиан Хайнрих (1621 – 1688), архиепископ на Кьолн, и Албрехт Сигисмунд (1623−1685), епископ на Регенсбург и Фрайзинг.
Карл Йохан Франц расте в двора на чичо си баварския курфюрст Максимилиан I, който се грижи за неговото възпитание. До раждането на братовчед му Фердинанд Мария през 1636 г. той е смятан за наследник на баварския трон след баща си. През 1636 г. курфюрст Максимилиан му определя особена издръжка и той продължава да взема участие в събиранията на дворцовия съвет.
Карл Йохан Франц умира неженен на 21 години на 19 май 1640 г. и е погребан в мюнхенската Фрауенкирхе.